# 卡萨斯武埃纳斯
卡萨斯武埃纳斯，是西班牙卡斯蒂利亚-拉曼恰托莱多省的一个市镇。总面积31平方公里，总人口225人（2001年），人口密度7人/平方公里。